# Nectandra pulchra
Nectandra pulchra là một loài thực vật thuộc họ Lauraceae. Đây là loài đặc hữu của Haiti. Chúng hiện đang bị đe dọa vì mất môi trường sống.